# Marie von Kramsta
Marie Emilie von Kramsta (geboren 25. Februar 1843 in Freiburg, Landkreis Striegau; gestorben 27./28. Juli 1923 in Muhrau) war eine deutsche Mäzenatin und Wohltäterin sowie Besitzerin der Herrschaft Muhrau und weiterer Güter in Schlesien.

## Leben
Marie entstammte der Unternehmerfamilie von Kramsta. Ihre Eltern waren der 1861 nobilitierte Industrielle Eduard von Kramsta (1810–1875) und Emilie, geb. Kramsta (1819–1846). Sie war deren drittes Kind. Nach dem Tod ihres Vaters 1875 erbte sie dessen Besitzungen. Dadurch war es ihr möglich, sich wie ihr Großvater, der Geheime Kommerzienrat Georg Gottlob Kramsta, sozial zu engagieren. Auf ihren Besitzungen errichtete sie Arbeiterwohnungen und Schulgebäude sowie Alten- und Kinderheime. Ihrer Vaterstadt Freiburg stiftete sie u. a. ein Bürgerhospital, ein Heim für junge Arbeiterinnen und das Marienhaus, in Giersdorf das Hedwigshaus, in Seifershau das Haus Gottesgruß, in Ketschdorf das Emmastift und in Schreiberhau das Diakonissenhaus. In Puschkau errichtete sie aus eigenen Mitteln die Kirche sowie das Pfarrhaus und im Schlosspark von Muhrau eine Kapelle. Für die Arbeiter auf ihren Gütern führte sie freiwillige Sozialleistungen ein. 1877 wurde durch sie eine Kramsta-Stiftung eingerichtet, verbunden mit einer Schenkung von 270.000 Mark an die Provinz Schlesien.
Von ihren Reisen, die sie u. a. nach Rom und München unternahm, brachte sie Gemälde bedeutender Maler mit, u. a. von Franz von Lenbach und Arnold Böcklin. 1888 und 1897 übergab sie einen Teil der Gemälde dem Schlesischen Museum der Bildenden Künste. In Berchtesgaden lernte sie den Schriftsteller Richard Voß kennen. Auf ihrem Landsitz in Schreiberhau verkehrten Schriftsteller und Künstler, unter ihnen Carl Hauptmann. Dessen Bruder Gerhart Hauptmann würdigte sie 1910 in einer Figur seines Romans Der Narr in Christo Emanuel Quint.
1915 übertrug Marie von Kramsta ihre Besitzungen ihrem noch nicht volljährigen Großneffen Hans Christoph von Wietersheim-Kramsta (1899–1978) den Familienfideikommiss Wirrwitz, Krolkwitz und Neuen (sämtlich Landkreis Breslau). Im Jahr 1916 schenkte sie ihm die Güter Muhrau und Grunau im Kreis Striegau. Nach Maries Tod 1923 erbte Hans Christoph Puschkau, Tschechen, Niklasdorf und Preilsdorf. Die Güter Rauske, Bertholdsdorf und Förstchen erbte Hans Christophs Vetter Kurt von Wietersheim aus dem Hause Neuland im Kreis Löwenberg. Durch testamentarische Regelung nahmen beide Vettern zusätzlich den Namen Kramsta an. Auf diese beiden geht die Namensbezeichnung von Wietersheim-Kramsta zurück.
Bereits 1916 war Marie von Kramsta von Muhrau nach Berbisdorf im Hirschberger Tal umgesiedelt. Sie starb 1923 und wurde auf dem Dorffriedhof von Muhrau beigesetzt.
Ihre Geschwister waren die Schwester und Gutsbesitzerin von Viehau, Anna, verheiratet mit Alfred von Wietersheim-Neuhof, der unvermählte kgl. preuß. Kammergerichts-Referendar Eugen Georg von Kramsta (1841–1870) und die Schwester Sophie Luise (1844–1864).